# توني هاليداي
توني هاليداي (بالإنجليزية: Toni Halliday)‏ هي عازفة قيثارة وموسيقية ومغنية بريطانية، ولدت في 5 يوليو 1964.

## وصلات خارجية
- توني هاليداي على موقع ميوزك برينز (الإنجليزية)
- توني هاليداي على موقع أول ميوزيك (الإنجليزية)
- توني هاليداي على موقع ديسكوغز (الإنجليزية)